# Chung kết Cúp bóng đá Đức 2024
Trận chung kết Cúp bóng đá Đức 2024 sẽ quyết định đội chiến thắng trong Cúp bóng đá Đức 2023–24, mùa giải thứ 81 của giải đấu cúp bóng đá hàng năm của Đức. Trận đấu sẽ diễn ra vào ngày 25 tháng 5 năm 2024 tại Sân vận động Olympic ở Berlin. Trận đấu sẽ có đội 1. FC Kaiserslautern đến từ 2. Bundesliga và đương kim vô địch Bundesliga Bayer Leverkusen. Và Leverkusen là đội đã dành được chiến thắng qua đó giành được cú đúp danh hiệu quốc nội lần đầu tiên trong lịch sử đội bóng.
Trận đấu có sự góp mặt của 1. FC Kaiserslautern và nhà vô địch Bundesliga Bayer Leverkusen. Leverkusen đã giành chiến thắng với tỉ số 1–0 qua đó giành danh hiệu DFB-Pokal lần thứ hai trong lịch sử câu lạc bộ. Với chiến thắng kể trên, Leverkusen đã hoàn thành cú đúp quốc nội đầu tiên trong lịch sử, và sẽ đối đầu với đội á quân Bundesliga VfB Stuttgart trong mùa giải 2024 của giải đấu DFL-Supercup.
Hơn nữa, vì Leverkusen đã đủ điều kiện tham dự UEFA Champions League 2024–25 bằng cách lọt vào top 5 của Bundesliga, nên vị trí UEFA Europa Conference League sẽ thuộc về đội xếp thứ bảy trong giải đấu và suất dự vòng play-off sẽ thuộc về đội xếp thứ tám.

## Đội bóng
Trong bảng sau, các trận chung kết cho đến năm 1943 thuộc kỷ nguyên Tschammerpokal, kể từ năm 1953 thuộc kỷ nguyên DFB-Pokal.
| Đội                  | Lần xuất hiện cuối cùng trước đó (in đậm biểu thị của đội vô địch) |
| -------------------- | ------------------------------------------------------------------ |
| 1. FC Kaiserslautern | 7 (1961, 1972, 1976, 1981, 1990, 1996, 2003)                       |
| Bayer Leverkusen     | 4 (1993, 2002, 2009, 2020)                                         |

## Đường đến trận chung kết
DFB-Pokal bắt đầu với 64 đội trong một giải đấu loại trực tiếp. Có tổng cộng năm vòng đấu dẫn đến trận chung kết. Các đội được bốc thăm với nhau và đội thắng sau 90 phút sẽ đi tiếp. Nếu vẫn hòa, 30 phút hiệp phụ đã được diễn ra. Nếu tỷ số vẫn bằng nhau, loạt sút luân lưu được sử dụng để xác định đội giành chiến thắng.
Ghi chú: Trong tất cả các kết quả dưới đây, điểm của đội vào chung kết được đưa ra trước (H: sân nhà; A: sân khách).
| 1. FC Kaiserslautern | 1. FC Kaiserslautern | Vòng đấu                | Bayer Leverkusen   | Bayer Leverkusen |
| -------------------- | -------------------- | ----------------------- | ------------------ | ---------------- |
| Đối thủ              | Kết quả              | Cúp bóng đá Đức 2023–24 | Đối thủ            | Kết quả          |
| Rot-Weiß Koblenz     | 5–0 (A)              | Vòng đầu tiên           | Teutonia Ottensen  | 8–0 (A)          |
| 1. FC Köln           | 3–2 (H)              | Vòng 2                  | SV Sandhausen      | 5–2 (A)          |
| 1. FC Nürnberg       | 2–0 (H)              | Vòng 16 đội             | SC Paderborn       | 3–1 (H)          |
| Hertha BSC           | 3–1 (A)              | Tứ kết                  | VfB Stuttgart      | 3–2 (H)          |
| 1. FC Saarbrücken    | 2–0 (A)              | Bán kết                 | Fortuna Düsseldorf | 4–0 (H)          |

## Trận đấu

### Thông tin
| 1. FC Kaiserslautern | 0–1      | Bayer Leverkusen |
| -------------------- | -------- | ---------------- |
|                      | Chi tiết | - Xhaka 16'      |

| 1. FC Kaiserslautern | Bayer Leverkusen |

| GK                      | 18 | Julian Krahl         |       |       |
| RB                      | 31 | Ben Zolinski         |       | 74'   |
| CB                      | 33 | Jan Elvedi           | 86'   |       |
| CB                      | 2  | Boris Tomiak         |       |       |
| LB                      | 15 | Tymoteusz Puchacz    |       |       |
| DM                      | 26 | Filip Kaloč          |       |       |
| RM                      | 8  | Jean Zimmer (c)      |       | 90+3' |
| CM                      | 7  | Marlon Ritter        |       |       |
| CM                      | 20 | Tobias Raschl        |       | 83'   |
| LM                      | 11 | Kenny Prince Redondo |       | 83'   |
| CF                      | 19 | Daniel Hanslik       |       | 46'   |
| Substitutes:            |    |                      |       |       |
| GK                      | 32 | Robin Himmelmann     |       |       |
| DF                      | 5  | Kevin Kraus          |       |       |
| DF                      | 6  | Almamy Touré         |       | 90+3' |
| DF                      | 27 | Frank Ronstadt       |       |       |
| MF                      | 4  | Afeez Aremu          |       |       |
| MF                      | 10 | Philipp Klement      | 90+6' | 83'   |
| FW                      | 9  | Ragnar Ache          |       | 46'   |
| FW                      | 17 | Aaron Opoku          |       | 83'   |
| FW                      | 29 | Richmond Tachie      |       | 74'   |
| Huấn luyện viên trưởng: |    |                      |       |       |
| Friedhelm Funkel        |    |                      |       |       |

| GK                      | 1  | Lukas Hradecky (c) | 90+7'  |       |
| CB                      | 6  | Odilon Kossounou   | 3' 44' |       |
| CB                      | 4  | Jonathan Tah       |        |       |
| CB                      | 12 | Edmond Tapsoba     |        |       |
| RM                      | 30 | Jeremie Frimpong   |        | 90+3' |
| CM                      | 34 | Granit Xhaka       |        |       |
| CM                      | 8  | Robert Andrich     |        |       |
| LM                      | 20 | Álex Grimaldo      |        | 85'   |
| RW                      | 7  | Jonas Hofmann      |        | 46'   |
| LW                      | 10 | Florian Wirtz      |        | 90+3' |
| CF                      | 14 | Patrik Schick      |        | 46'   |
| Substitutes:            |    |                    |        |       |
| GK                      | 17 | Matěj Kovář        |        |       |
| DF                      | 2  | Josip Stanišić     |        | 46'   |
| DF                      | 3  | Piero Hincapié     |        | 85'   |
| MF                      | 19 | Nathan Tella       |        | 90+3' |
| MF                      | 21 | Amine Adli         |        | 46'   |
| MF                      | 25 | Exequiel Palacios  |        |       |
| FW                      | 9  | Borja Iglesias     |        |       |
| FW                      | 22 | Victor Boniface    |        |       |
| FW                      | 23 | Adam Hložek        |        | 90+3' |
| Huấn luyện viên trưởng: |    |                    |        |       |
| Xabi Alonso             |    |                    |        |       |

| Trợ lý trọng tài: René Rohde Marcel Unger Trợ lý trọng tài thứ 4: Florian Badstübner Trợ lý trọng tài thứ 5: Stefan Lupp Trợ lý trọng tài video: Harm Osmers Trợ lý video trợ lý trọng tài: Holger Henschel | Match rules - 90 phút. - 30 phút hiệp phụ nếu hòa sau 90 phút. - Loạt sút luân lưu nếu điểm số vẫn hòa. - Chín cầu thủ thay thế được nêu tên. - Mỗi đội được thay 5 người. |